# Лукума

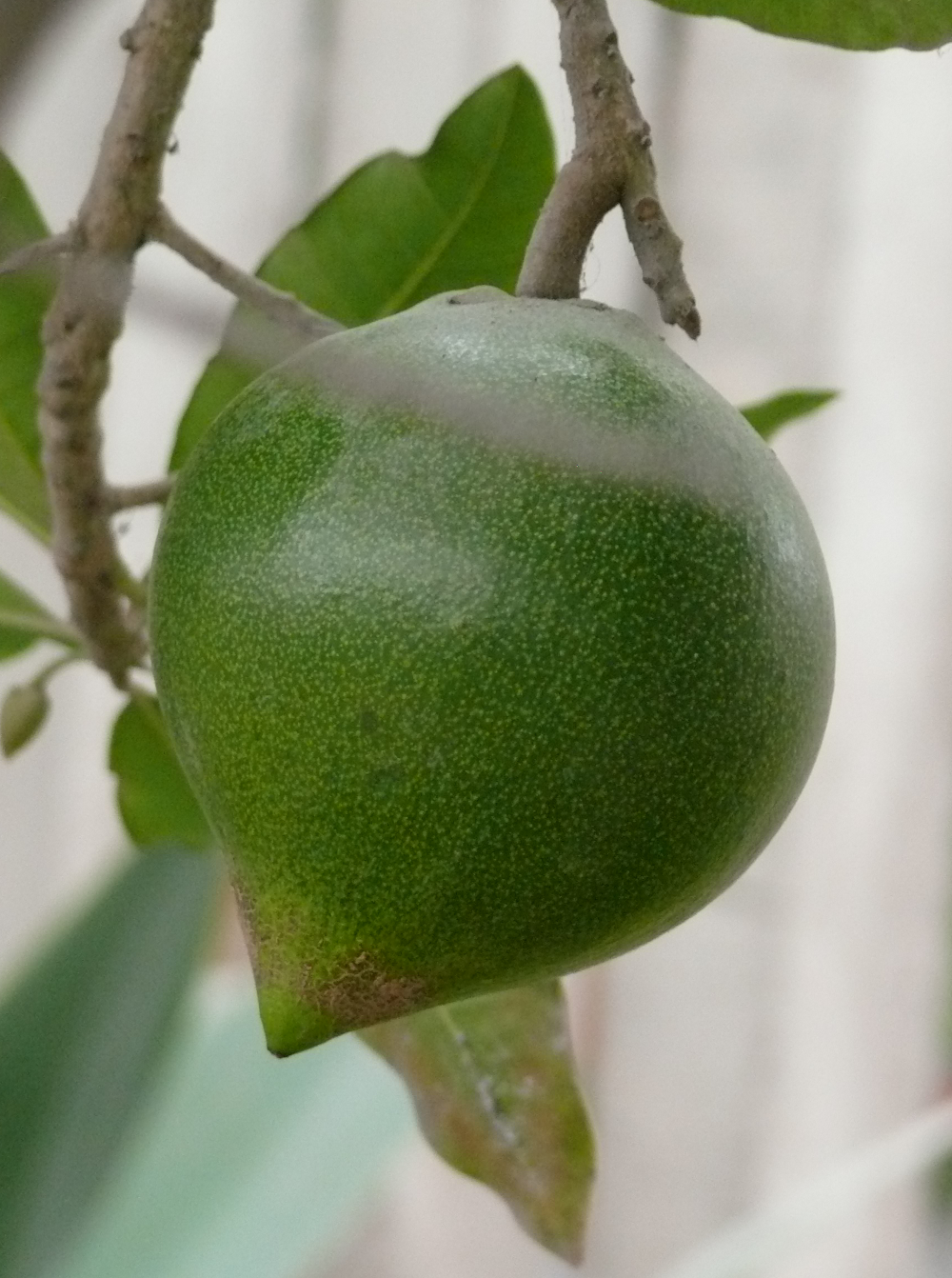

Лукума (Pouteria lucuma) — вічнозелене плодове дерево, вид рослин з роду Pouteria, родини сапотових (Sapotaceae).
Культивується в Перу, Чилі, Еквадорі, Болівії, Коста-Риці, Мексиці і на Гавайських островах.
Плід — солодкий, м'який, овальний, з тонкою ніжною коричнево-зеленою шкіркою і червонувато-коричневим рум'янцем. Усередині — яскраво-жовта міцна суха солодка м'якоть, просочена латексом доти поки не перезріває Зовні він чимось схожий на суміш неспілого манго і авокадо.
Лукуму можна їсти і в свіжому вигляді, і в сухому — фрукти висушуються в природному середовищі і подрібнюються в пудру жовто-кремового кольору.

## Історія
Лукума була вперше побачена європейцями у 1531.
Її Часто зображувало корінне населення Перу на керамічних виробах і місцях захоронення.